# كارلوس إدواردو (لاعب كرة قدم برازيلي)
كارلوس إدواردو (بالبرتغالية: Carlos Eduardo da Silva Rodrigues Lima‏) هو لاعب كرة قدم برازيلي، ولد في 6 أبريل 2001 في تابواو دا سيرا في البرازيل.

## وصلات خارجية
- كارلوس إدواردو (لاعب كرة قدم برازيلي) على موقع رابطة كرة القدم اليابانية للمحترفين (اليابانية)
- كارلوس إدواردو (لاعب كرة قدم برازيلي) على موقع قاعدة بيانات كرة القدم.إي يو (الإنجليزية)
- كارلوس إدواردو (لاعب كرة قدم برازيلي) على موقع Soccerway.com (الإنجليزية)